# جنت‌آباد (تهران)
جنت‌آباد نام محله‌ای در شمال غرب تهران و در منطقه ۵ شهرداری تهران است که از شمال غرب به محله شهران، و از جنوب غرب به محله شهرزیبا محدود می‌شود همچنین از شمال به بلوار سیمون بولیوار و حصارک، از شرق به محله‌های پونک و چهاردیواری و بزرگراه اشرفی اصفهانی و از جنوب به بلوار آیت الله کاشانی می‌رسد.جنت‌آباد از بلوار سیمون بولیوار شروع و به بلوار آیت الله کاشانی ختم می‌گردد. از شمال به جنوب به ترتیب بزرگراه آبشناسان، بزرگراه همت، خیابان چهارباغ، خیابان ۳۵ متری لاله با این بلوار، چهارراه تشکیل می‌دهند. از جمله خیابان‌های بزرگ که به این بلوار می‌رسند می‌توان خیابان‌های ۲۰ و ۳۵ متری گستان را نام برد. جنت‌آباد به سه بخش تقسیم شده است. از بلوار آیت الله کاشانی تا بزرگراه همت جنت‌آباد جنوبی است. از بزرگراه همت تا بزرگراه آبشناسان، جنت‌آباد مرکزی است و از  بزرگراه آبشناسان تا بلوار سیمون بولیوار جنت‌آباد شمالی نام دارد. 
و این محله جزو بهترین محله های تهران قرار میگیرد.

## پیشینه
جنت‌آباد تا پیش از اصلاحات ارضی متعلق به محمدعلی نظام مافی بود که آن را در سال ۱۳۲۳ خورشیدی از مالکش مریم کشاورزی خریداری کرده بود.

## اقتصاد

### ترابری

#### مترو
هم‌اکنون خط ۴ متروی تهران در حال ساخت است. مترو از ایستگاه ارم سبز خط ۴ آغاز شده و در میدان کانون شهر زیبا با خط ۶ مترو یک ایستگاه تقاطعی خواهد داشت سپس به سوی میدان چهارباغ جنت آباد در جنوب بزرگراه همت می‌رود و دارای ایستگاه مترو خواهد شد همچنین بر پایه نقشه سند چشم‌انداز مترو تهران تا سال ۱۴پ۰۴ خط ۴ از میدان چهارباغ زیر بزرگراه همت به چهارراه ایرانپارس در تقاطع بلوار جنت آباد و بزرگراه نیایش گسترش میابد و دارای ایستگاه مترو می‌شود و همچنین یکی از ایستگاه‌های خط مترو اکسپرس خواهد بود طبق نقشه سند چشم‌انداز مترو تهران ۱۴۰۴خواهد شد.